# Photocollage
Le photocollage est une création combinant photographie et dessin préexistant, contrairement au photomontage qui n'utilise que des photographies.

## Galerie

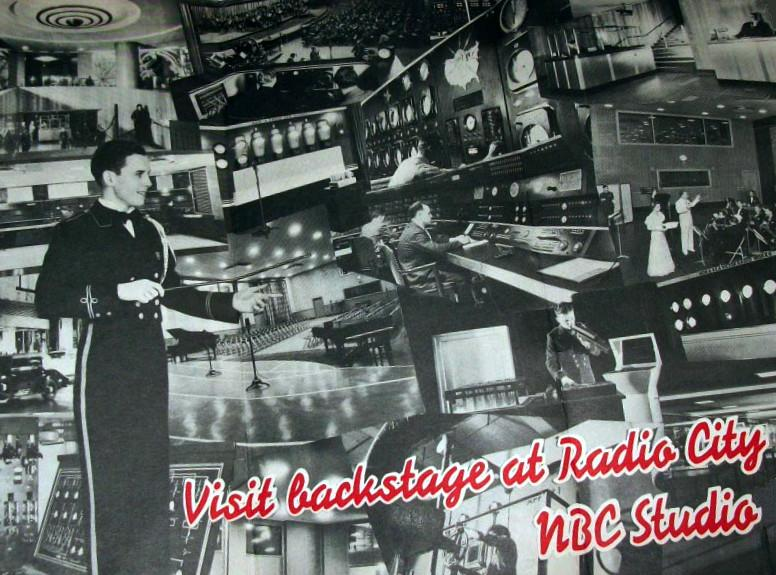
Exemples de photocollage
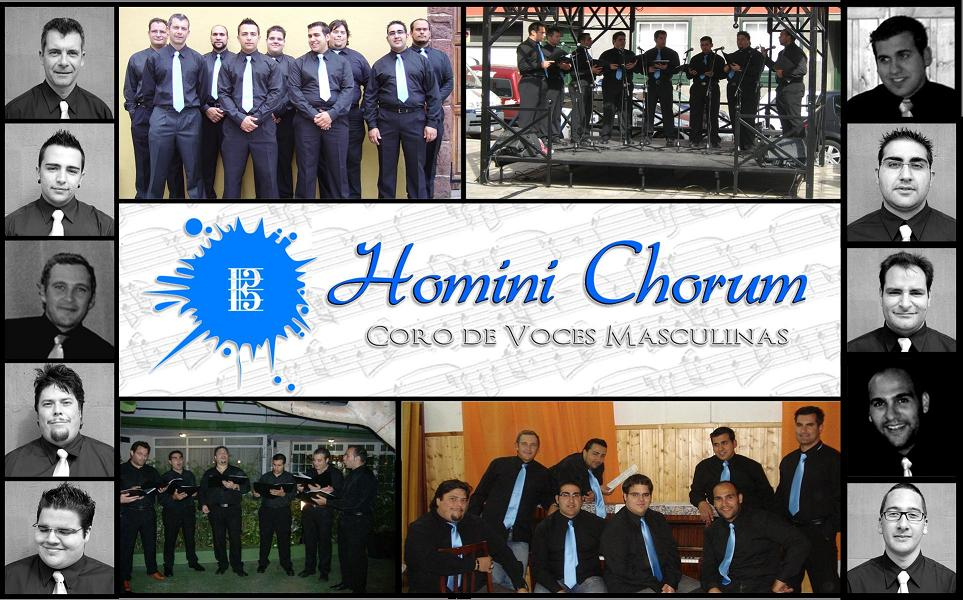
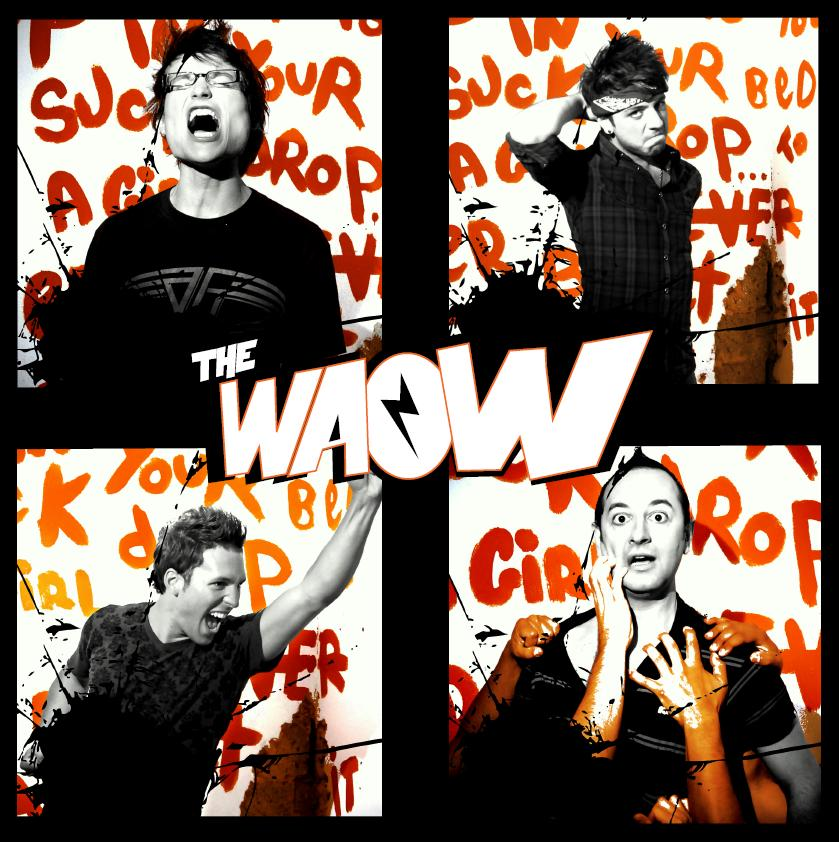